# Julian Grünke

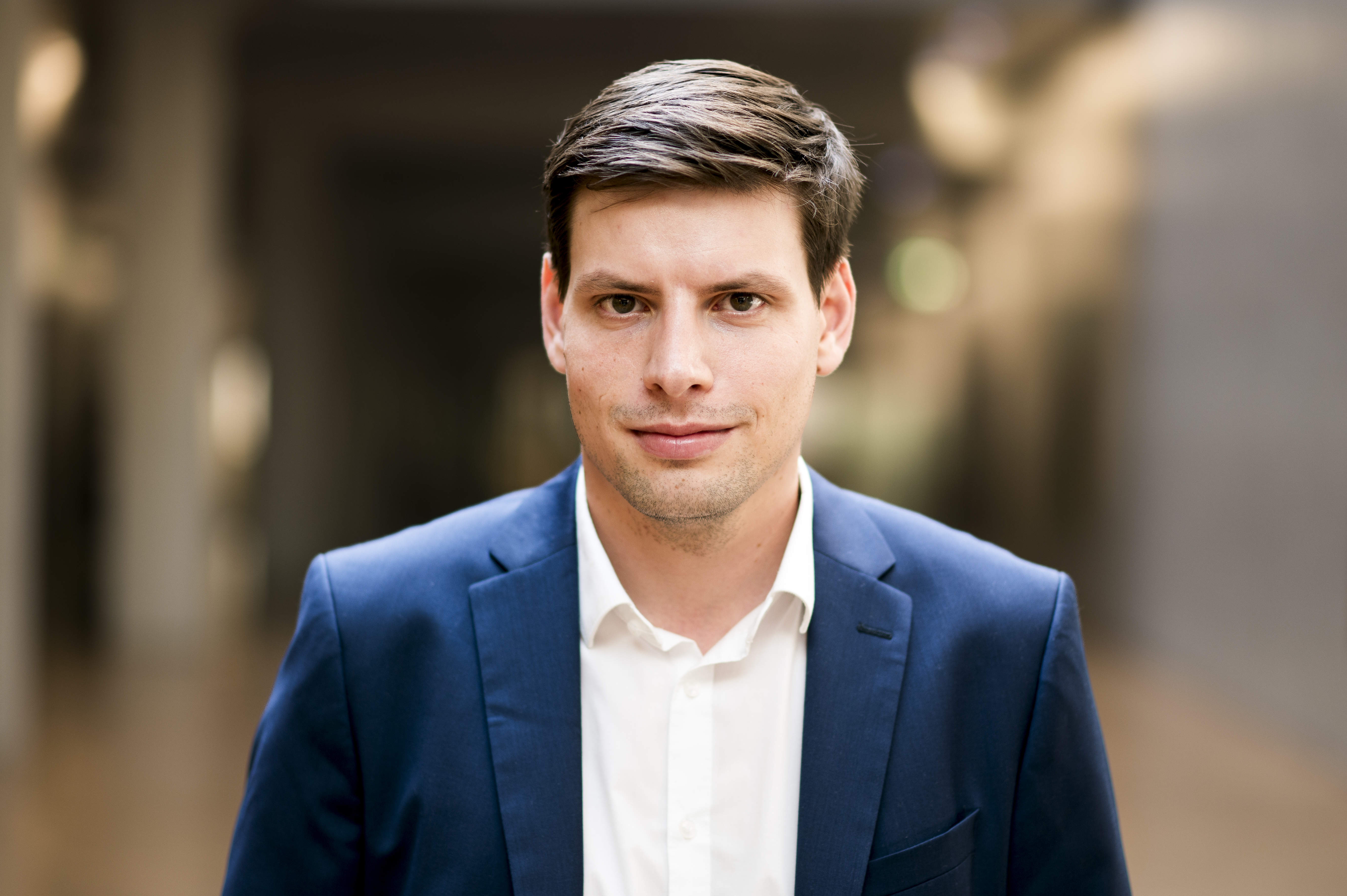
Julian Grünke, 2024

Julian Simon Grünke (* 31. August 1995 in Stuttgart) ist ein deutscher Politiker (FDP). Von September 2024 bis März 2025 war er Mitglied des Bundestages.

## Leben
Grünke besuchte von 2006 bis 2011 das Otto-Hahn-Gymnasium Nagold. 2014 legte er das Abitur an der Rolf-Benz-Schule Nagold ab. Von 2014 bis 2018 studierte er Rechtswissenschaft und Wirtschaftswissenschaft, bevor er seinen akademischen Fokus auf Politikwissenschaft verlagerte. Von 2018 bis 2022 studierte er Politikwissenschaft und im Nebenfach Betriebswirtschaftslehre an der Eberhard Karls Universität Tübingen. Er schloss das Studium mit dem Bachelor of Arts ab. Von 2022 bis zu seinem Einzug in den Bundestag 2024 war er parlamentarischer Assistent des Europaabgeordneten Andreas Glück.
Grünke lebt in Tübingen und ist verheiratet.

## Politik
Grünke trat 2017 den Jungen Liberalen und der FDP bei. Von 2019 bis 2021 war er Vorsitzender des FDP-Stadtverbands Tübingen.
Grünke kandidierte bei der Bundestagswahl 2021 im Bundestagswahlkreis Tübingen, verpasste jedoch zunächst den Einzug in den Bundestag. Er rückte am 2. September 2024 für Michael Theurer in den Bundestag nach. Er saß im Ausschuss für Umwelt, Naturschutz, nukleare Sicherheit und Verbraucherschutz, im Ausschuss für Bildung, Forschung und Technikfolgenabschätzung und im Untersuchungsausschuss zum Atomausstieg.
Zur Bundestagswahl 2025 trat Grünke erneut an, verpasste aufgrund des Scheiterns der FDP an der Fünf-Prozent-Hürde aber den Wiedereinzug.